# Mauricio Basualto
Mauricio Ismael Basualto James est né le 11 novembre 1968 à Concepción dans le sud du Chili. Batteur du groupe Los Bunkers et frère cadet de Manuel Basualto, batteur actuel du groupe chilien Los Tres.